# 정선향토박물관
정선향토박물관은 강원특별자치도 정선군에 있는 박물관이다.

## 연혁
- 2004년 7월 16일 개관.

## 관람 안내
- 관람 시간: 매일 09:00~18:00